# 台湾福王草
台湾福王草（学名：Notoseris formosana）为菊科紫菊属下的一个种。其种加词“formosana”意为“台湾的”。